# The Maltese Falcon
The Maltese Falcon (Brasil: O Falcão Maltês / Portugal: O Falcão de Malta) é um romance policial de 1930 do escritor americano Dashiell Hammett, originalmente lançada como série na revista Black Mask.
Considerada uma das melhores obras do autor, sua trama foi adaptada diversas vezes para o cinema; o personagem principal, Sam Spade, aparece apenas neste romance e em três contos menos conhecidos, porém é citado como uma das figuras responsáveis pela consolidação do gênero do romance noir. Philip Marlowe, por exemplo, o personagem de Raymond Chandler, foi fortemente influenciado pelo Spade de Hammett, que já era uma evolução a partir do detetive sem nome e bem menos glamuroso criado pelo próprio Hammett em The Continental Op. Sam Spade reuniu diversas características de detetives anteriores, mas especialmente sua frieza, sua atenção para os detalhes e sua determinação incansável para conseguir sua própria justiça. É o homem que consegue ver o lado corrupto e perverso da vida sem perder seu "idealismo manchado".